# Helge Öberg
Helge Öberg   (Estocolm, 25 de febrer de 1906 - 21 de febrer de 1966) va ser un saltador suec que va competir durant la dècada de 1920.
El 1924 va prendre part en els Jocs Olímpics d'Estiu de París, on fou sisè en la competició de salt de palanca del programa de salts. Quatre anys més tard, als Jocs d'Amsterdam, quedà eliminat en sèries en la mateixa prova del programa de salts.
En el seu palmarès destaca la medalla de plata en la prova de palanca al Campionat d'Europa de salts de 1926.